# 大寧寺の変
大寧寺の変（たいねいじのへん）は、天文20年8月28日 - 9月1日（1551年9月28日 - 9月30日）にかけて起こった、周防山口の戦国大名・大内義隆が家臣の陶隆房（のちの晴賢）の謀反により自害させられた政変である。この事件で西国随一の戦国大名とまで称されていた大内氏が実質的に滅亡し、西国の支配構造は大きく変化した。

## 背景
天文10年（1541年）、大内氏の傘下の毛利氏を攻めた尼子氏は敗れた（吉田郡山城の戦い）。これを契機に周防の戦国大名である大内義隆が大内家臣団でも武功派である陶隆房らの主導のもと、天文11年（1542年）に大軍を率いて尼子氏の本国・出雲国への遠征に臨んだが、月山富田城に籠もって徹底抗戦する尼子晴久を攻めあぐねていた（第一次月山富田城の戦い）。ついには越年した天文12年（1543年）2月に大内軍は総崩れとなり、大将・義隆は周防に敗走、甥で養子の大内晴持に至っては敗走途中の揖屋浦で冷泉隆豊の遣わした小舟に乗って本船に移ろうとした瞬間に､小舟が覆って溺死するなど、大内方は散々な結果を迎えた。
これにより、勢力の回復を図ろうとして活発化する尼子氏に対して安芸・石見・備後などでは大内諸将や毛利元就らが対抗して出陣するなど、慌ただしくなっていた（布野崩れ、神辺合戦など）。

## 通説とその否定
従来、義隆は出雲遠征を主導した陶隆房ら武功派を国政の中枢から遠ざけ、出雲での大敗が極端なまでの厭戦気運を助長し、政務は相良武任らの文治派の側近を重用し､義隆は政務から遠ざかり、学芸・茶会などに没頭、公家のような生活を送るようになり、国内治政さえ顧みなくなったとされていた。さらには多額の出費を賄うために年貢の増徴も行われ、土豪や領民も増税に苦しむようになったとされていた。
しかし、現在の研究では否定されている。義隆は、第一次月山富田城の戦いの後も、翌年の天文12年（1543年）には姉婿の大友義鑑の次男・塩乙丸（後の大内義長）を猶子とし、大友氏との関係を改善している上、石見国では小笠原長雄を従属させ、備後国では神辺合戦や布野崩れに勝利し、大内氏の最大版図を築いている。また、相良氏は大内政弘の頃から大内氏に仕えており、敗戦とそれによる失意によって武任を重用したわけではない。「公家のような生活を送った」という評価も、義隆の曽祖父・大内教弘と祖父・大内政弘の位階は贈従三位、父・大内義興の位階は従三位、義隆自身は最終的に従二位に叙されているように、室町時代において武士の身ながら4代続けて三位以上の位階に叙されていた大内氏は「公家かぶれ」ではなく「公家そのもの」であったことから、なんらおかしな行動ではなく、むしろ当然の行いであった。義隆の財源についても、6カ国の守護であったことに加え、石見銀山や遣明船の独占など、大内氏は資金源を多数確保していたことから、領民を無視して献金をしていたとは考えられていない。
以上のように、従来語られていた通説は否定されており、それに代わるように大寧寺の変の発生原因は様々な説が提唱されている。

## 経過

### 謀反に至るまで
天文14年（1545年）5月になると険悪関係は深刻度を増し、武任は剃髪をして義隆の側を去り､肥後の本家を頼って下向した。隆房らの巻き返しを受けての武任ら文治派の失脚の影響と言われる。しかし、天文17年（1548年）には義隆の要請を受け大内家に再出仕した。この頃、豊前守護代である重臣の杉重矩が不穏な動きをする隆房について義隆に進言したが、聞き入れられなかったとされる（相良武任申状）。
天文18年（1549年）2〜5月に、大内氏と毛利氏の同盟を強化するための義隆の計らいで、元就が息子たちを連れて山口を訪れて義隆に謁見する。しかし、毛利に近づくための陶の招きとも言われており（相良武任申状）、隆房の嫡男・陶長房を通じて密書のやりとりがあったとも言われる。また、この長期の滞在の間に隆房と吉川元春は義兄弟の契りを結んだ。
天文19年（1550年）になると、武任と隆房との対立が決定的となり、武任暗殺まで謀られるに至るが、事前に察知した武任は義隆に密告して難を逃れた。しかし、隆房が謀反を起こすという伝聞が流れるまでになり、義隆の側近である冷泉隆豊が義隆に隆房の誅殺を進言するほどだった。武任は美貌で評判だった自分の娘を隆房の子・長房に嫁がせることで和睦を図ろうとしたが、隆房が家柄の違いを理由に縁談を拒否したことから融和案は決裂した。
8月24日付けで隆房は、毛利元就・隆元宛と吉川元春宛に2通の密書を書き送り、「杉や内藤と相談し、義隆を廃し、義尊に跡目を継がせたい」として協力を求めているのが、隆房が謀反を示す最初の史料とされる（吉川家文書）。また、元就を通じて隆房の意向は、天野隆綱など他の安芸国人にも伝えられており、隆房への協力の見返りに所領を与えることが約束されていた（天野毛利家文書）。
9月15日に仁壁神社・今八幡宮で行われた例祭での参詣を義隆は急遽欠席し、右田隆次を代参させた。これは「隆房が、義隆・武任を幽閉する」という噂で、義隆側が警戒したものと考えられている。翌16日に義隆は隆房を呼び出して詰問するが、隆房は無実を主張した。他方、武任は同日（16日）に再び大内家から出奔し、石見の吉見正頼の元に逃げていた。
11月下旬より隆房は、病気と称して居城若山城（周南市）に籠もり、年が明けた2月の修二月会大頭役の勤めも果たさなかった（隆房が同役を勤めることは前年から決まっていた）。この時、義隆も隆房らの謀反を恐れて自ら甲冑を着けて居館に立て籠もり、さらに隆房に詰問使を送るなどしたことから、義隆と隆房の仲は最悪の事態を迎えた。
天文20年（1551年）1月、出奔していた武任が筑前守護代の杉興運によって身柄を確保された。この一連の騒動で義隆から責任を追及されることを恐れた武任は、相良武任申状において弁明し、「陶隆房に謀反の疑いがあると主張したのは（普段より隆房と不仲であった）杉重矩である。しかし、その注進が受け入れられなかった重矩は、（隆房の怒りを買わないように保身のため）讒訴を自分（武任）がしたとすり替えて隆房に近づき、対立していたはずの隆房に寝返った。両名は内藤興盛と共に何か画策している」という根も葉もない讒訴を行なった。つまり、隆房が謀反を起こそうとしており、その対立が生じた責任を杉重矩1人に押し付けて、自らには責任が無いと申し立てたのである。どちらかというと義隆擁護派であった重矩が隆房の謀反に協力するようになったのは、隆房を疑わない義隆に失望したとも、相良武任申状で讒訴されたことを知ったからともされる。
4月、義隆は武任を周防に連れ戻して出仕させた。それに対抗するように隆房らは翌5月、大友義鎮の異母弟・大友晴英（義隆の姉の子＝義隆の甥）を大内新当主として擁立する旨に協力を願う密使を大友氏に送る。北九州における大内領の利権を割譲する代わりに、晴英を貰い受けることで、晴英の快諾と義鎮の許諾を得ている。

### 陶隆房の蜂起
8月10日、武任は隆房を恐れて、大内家から三度目の出奔をして筑前に逃走する。
8月20日、隆房は興盛らと共に挙兵した。陶軍は最初に東の厳島の神領と桜尾城を接収、呼応して出陣した毛利軍も佐東銀山城や近隣地域（広島市安佐南区）を接収して、山陽道の要衝を押さえた。
8月28日に若山城から出陣した陶軍は、隆房率いる本隊が徳地口から、陶家臣の江良房栄・宮川房長率いる別働隊が防府口から山口に侵攻した。山口に入ったのは同日正午頃で、杉・内藤の軍勢も呼応して陶軍の陣営に馳せ参じた。陶軍は兵力5,000〜10,000と言われる。
これに対して、義隆の対応は非常に鈍かった。23日には陶軍の山口侵攻の噂で騒然としていたとされるが、豊後大友氏からの使者等を接待する酒宴を続けており、隆房出陣前日の27日には能興行を行っていた。隆豊は杉重矩邸への討ち入りを提案するが、義隆は「杉と内藤は敵にはならないだろう」と答えたと伝わる（大内義隆記）。
隆房の侵攻を伝える注進が届いてようやく義隆は、大内氏館・築山館を出て多少でも防戦に有利な山麓の法泉寺に退く。本堂に本陣を置き、嶽の観音堂・求聞寺山などを隆豊らが固めたとされるが、一緒に逃亡した公家たちや近習らを除けば、義隆に味方した重臣は隆豊くらいであり、兵力も2,000〜3,000人ほどしか集まらなかった。組織的な抵抗もほとんどできず、空となった大内氏館や周辺の近臣邸は、火をかけられたり、宝物を略取されたりした。前関白の二条尹房は興盛に使者を送り、"義隆は隠居して義尊を当主とする"という和睦斡旋を懇願するが、拒否されている。
法泉寺の義隆軍は逃亡兵が相次いだことから、翌29日には山口を放棄して長門に逃亡。法泉寺には、陶隆康が殿として残って討ち死にしている｡なお、継室のおさいの方は、山口宮野の妙喜寺（現在の常栄寺）に逃れた。

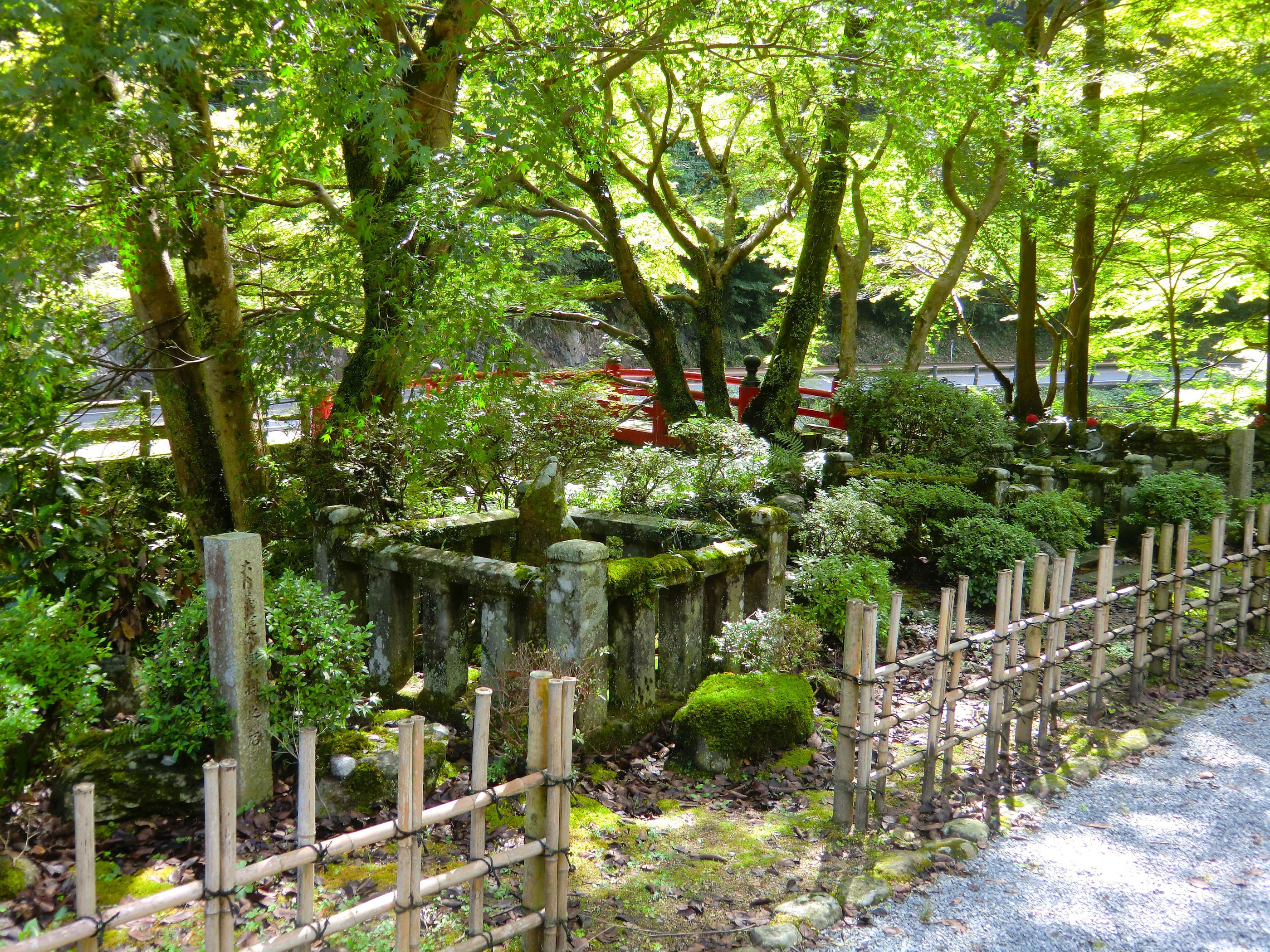
大寧寺の「姿見の池」（奥）と「かぶと掛けの岩」（手前）

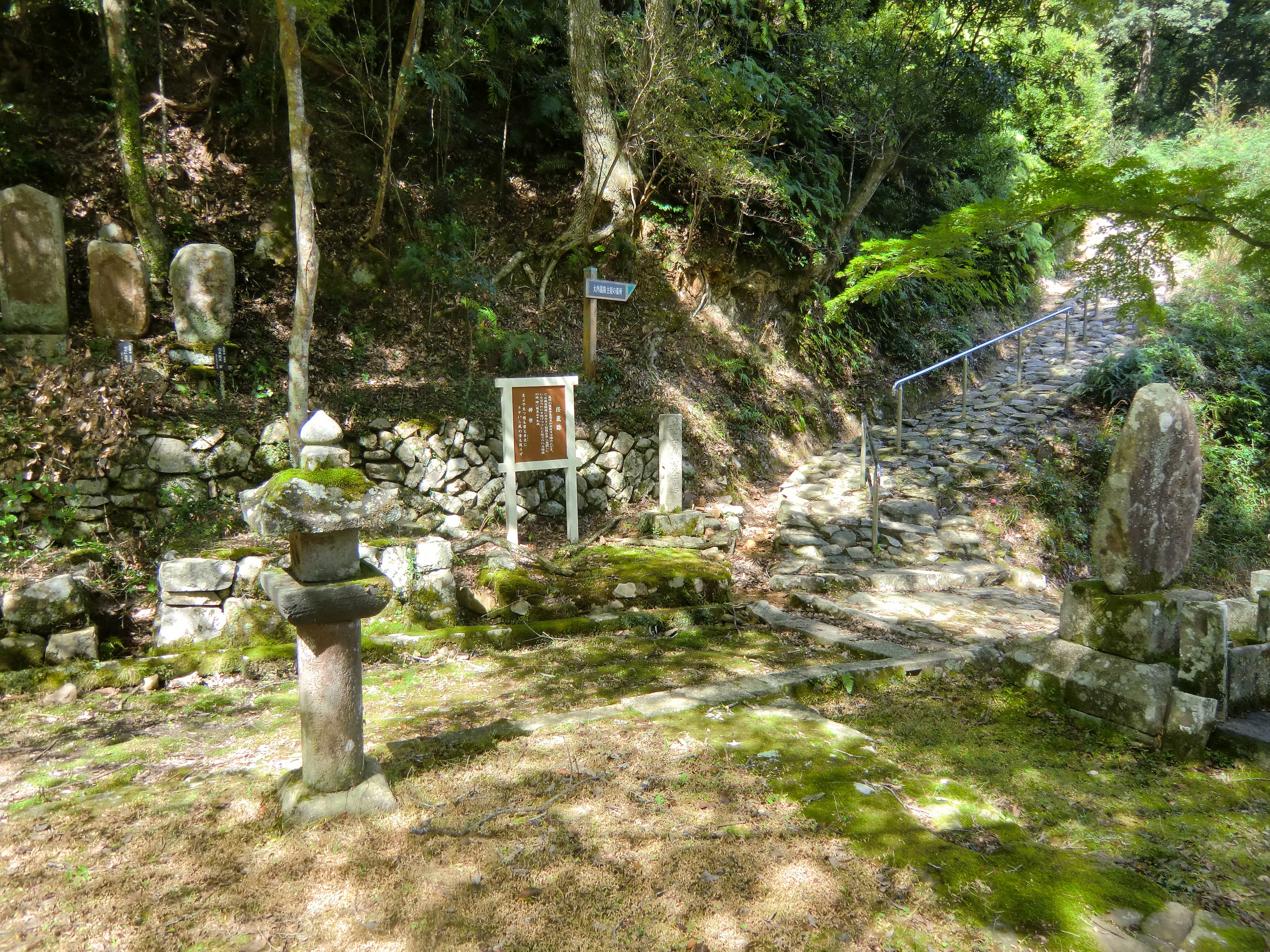
冷泉隆豊が自害したとされる大寧寺の経蔵跡

義隆は、足を痛めながらも明朝には長門仙崎にたどり着き、海路で縁戚に当たる石見の吉見正頼のもとを頼って脱出を図ったが、暴風雨のために逃れることができなかった。引き返した義隆らは長門深川の大寧寺に籠り、隆豊らと共に戒名を授かると、9月1日の10時頃に自害した（中国治乱記）。隆豊は義隆の介錯を務めた後、陶軍の中に突撃して討死をしたと伝えられる。また義隆の嫡男・義尊も従者と共に逃亡するが、2日に陶方の追っ手によって捕らえられ、現在の俵山温泉下安田にある麻羅観音の奥で殺害された。また、三男の大内歓寿丸は女装して山中に隠れて生活していたが、翌年に捕らえられ同じく麻羅観音の奥で殺害された。ただし、義隆の次男（義尊の弟）である問田亀鶴丸は母方の祖父が内藤興盛の孫（興盛の娘の子）ということもあり助命された。
さらに、義隆を頼って京より下向していた二条尹房や前左大臣三条公頼（武田信玄正室・三条の方の父）、そして継室おさいの父官務家小槻伊治らの公家も殺害された。
義隆には家中や領民の動向が見抜けず、公卿的生活を尚んだ中央指向の姿勢を貫くため、国情を無視して臨時課役を増したことが悲劇につながったとされている。

### 結果
相良武任と、武任を匿っていた杉興運ら義隆派は隆房が筑前に送り出した野上房忠の軍勢により、花尾城で攻め殺された。武任の首は、隆房によって山口で晒された。
9月4日、元就は東西条の大内領に兵を進め、義隆派の平賀隆保が籠もる頭崎城を攻めた。隆保は頭崎城から逃亡して、槌山城の菅田宣眞の元に入った。元就は吉川・小早川・宍戸らと共に軍勢4000で槌山城を攻め、11日に降伏させた。
10月、陶氏と姻戚関係にあった石見七尾城主の益田藤兼が、義隆方の吉見正頼を攻撃。しかし、吉見氏の支城能登呂山城攻めは、吉見家臣・下瀬頼定の防戦により失敗した。また、相良武任の子である虎王を捕らえて殺害している。
天文21年（1552年）1月に隆房は、杉重矩を長門万倉（宇部市）の長興寺で自害に追い込む。これは、重矩が義隆に隆房を讒訴していたことを知ったため（変後に相良武任申状を入手した）と言われている。
同年3月には、大友晴英を山口に迎えた。新たな大内家当主として家督を継がせた晴英を、大内義長と改名させると、隆房自らも新たな主君・晴英（義長）へ忠誠を誓う証として晴賢へと改名。こうして、晴賢は義長を傀儡の当主として大内家の実権を掌握した。

## 影響
大内・陶（周防・長門）
文治的だった義隆政権を否定して軍事力強化に走った義長・晴賢連合の新政権は、大内家支配下にあった国人や諸大名への賦役を増大させたために、かえって反発を受けるなど領国統治に不安を抱えていた。その上、蜂起の際は協力的であった杉重矩が、本来は不仲であった晴賢と再び対立、殺害されるなどして、その政権中枢ですら不安定なものであった。
天文23年（1554年）以降、吉見正頼や毛利元就など大内家（義長・晴賢連合の新政権）からの離反が相次ぎ、義長には家臣をまとめる力は無かった。翌24年（1555年）の厳島の戦いで晴賢が毛利元就に敗れて自害すると、大黒柱を失った大内家は一気に衰退。表面化した大内家臣団の内部対立を調停することもままならないまま、毛利氏の山口侵攻を受けた義長は弘治3年（1557年）に自害（防長経略）。大内氏は義隆の死から6年足らずで滅亡することとなった。
毛利・尼子（安芸・出雲・備後など）
隆房の謀反に同調した元就は佐東郡などを領地として得たことに加え、当主が新たになった平賀氏や阿曽沼氏が毛利氏の麾下に入ったため、安芸国の大部分を毛利の勢力圏としている。
また、大内氏と激しく抗争を繰り広げていた出雲の尼子晴久は、天文21年（1552年）4月2日に出雲・隠岐・伯耆・因幡・美作・備前・備中・備後の8ヶ国の守護に任じられた。大寧寺の変の間隙を突いて大義名分を得た尼子氏は、これまで大内の支配下だった備後に出陣する。政変後間もなく出兵できない義長・晴賢に代わり、元就が安芸国人衆を率いて対抗。同年7月から翌22年10月まで断続的に続いた攻防の末に尼子軍を撤退に追い込んだ。これにより、備後の山内氏・宮氏・和智氏・三吉氏なども元就に服属し、芸備の有力国人を従えた毛利は、大内・陶に対抗できるだけの勢力を持つことになる。
吉見（石見）
陶氏と吉見氏は長年に渡り険悪な関係にあったが、特に義隆と関係の深かった吉見正頼（義隆は正頼の吉見家当主相続の恩人であり、義隆の姉婿が正頼でもある）は謀反人の陶晴賢と敵対した。そのため、天文23年（1554年）には正頼が晴賢に対して公然と反旗を翻し挙兵する（三本松城の戦い）。これが、毛利氏が大内方から独立する防芸引分のきっかけともなった。
村上水軍（瀬戸内海）
瀬戸内海の交通拠点である厳島の権益に注目していた晴賢は、大寧寺の変で真っ先に接収した厳島にて駄別料（通行料）の徴収を始めた。義隆の頃までは、村上水軍が駄別料徴収を認められていたため、村上武吉らの反発を招いた。これが、後の厳島の戦いで村上水軍が毛利方に付く要因の一つとなった。
渋川（九州探題）
渋川氏は室町時代から代々九州探題を世襲してきたが、通説では足利義教の時代には衰退したと解されている。しかし、実際には外交・国防上の問題で、博多への影響力を残して起きたい室町幕府と大内氏・大友氏の3者の政治的なバランスの下に存続し続け、明応の政変から永正の錯乱にかけての室町幕府の分裂期には渋川氏も分裂し、大内氏と大友氏が互いに探題を擁立している状態であった。天文年間には大内義隆が擁立した渋川義基が九州探題の地位に就き、大友義鑑はこれを否認している状況であった。しかし、二階崩れの変で義鑑が暗殺され、大寧寺の変で義隆が戦死した結果、大内氏と大友氏の和解と同盟が成立したことで、渋川氏の九州探題を必要とはしなくなった。その結果、天文23年（1554年）に大友義鎮が九州探題との兼ね合いで設置されていなかった肥前守護に補任され、翌24年（弘治元年/1555年）には大内義長の命を受けた弘中隆兼が探題領であった筑前国早良郡姪浜を接収、永禄2年には大友義鎮が九州探題に任命され、同時に大内義長の滅亡後空席とされてきた大内家家督の継承を命じられている。この結果、九州探題としての渋川氏は姿を消す（庶流は小城藩家臣として存続した）。
朝廷
左大史の筆頭（大夫史、官務）は、地下家相当官ではあるものの太政官の実務を司る重要な職であった。平安時代後期より小槻氏が世襲し、平安時代末期に小槻氏嫡流は大宮家と壬生家に分裂し、官務の地位を巡って争っていたが、大寧寺の変で大宮（小槻）伊治が死亡し、その子も相続を行わなかったことで、大宮家を壬生家が継承することとなり、300年にわたる分裂状態が終結した。
その他（国内外）
明は義長を簒奪者として日明貿易の再開を認めず、ここに勘合貿易は名実共に終結した。そして日中間の取引は商人や大名による私貿易・密貿易が中心となった。

## 要因と評価

### 謀反の理由
陶隆房らが謀反を起こした理由については、以下の点が指摘されている。
義隆と後奈良天皇による遷都計画の阻止
- 義隆は毎年朝廷に献金しており、後奈良天皇の即位式においても莫大な援助をしていた。また、当時畿内を実質的に支配していた三好長慶は朝廷と敵対的であり、朝廷への歳入を妨害し、朝廷儀礼が滞っていた。他にも、
  - 『中国治乱記』には「周防ノ山口ニ内裏ヲ建立シ、天子も此方へ移奉ルベキ由、大内殿ケッコウアリケレバ、二条殿、伝法輪、三条殿、持明院中納言殿、其外ノ公家衆皆山口ヘ下向アリ」とあること
  - 『足利季世記』には「此頃京都ノ大乱故、公家衆モ皆大内御頼ミアリ、周防エ御下向アリシカハ、禁裏様モ行幸ヲ此処エ成奉ラルヘキ由、大内多年支度アリシニ、カヤウノ災起リ」とあること
  - 『大内殿滅亡之次第』には「京都公家御門跡、覚ある衆、北面の旁まても山口に御下向ありて、いづれの儀も京都の様に成り申して候」とあること
  - 元関白・二条尹房や、国家儀礼や朝廷儀礼である節会に通じていた三条公頼・持明院基規・二条良豊が下向していること
  - 変が起こった天文20年（1551年）に、上記の公卿に加え西園寺家・久我家・日野家・勧修寺家・山科家などの朝廷統治の中枢を担った公家達による京都についての記録が著しく減少しており、朝廷儀礼や朝廷の統治が行われていなかった可能性があること
  - 天文20年（1551年）には、節会における雅楽奏者・東儀兼康、朝廷財政を司る出納弘明、節会に用いる小屋を作る櫛田宗次が山口にいたこと

などから、トーマス・コンランは、義隆と後奈良天皇・公卿は山口遷都を計画していたと主張した。そして、陶隆房は「京都の上意によって」変を起こしたとされるが、隆房に変を起こさせたのは九条稙通であるとした。

義隆や大内氏家中で発言権を強めていた公家に対する大内氏被官の反発
- 萩原大輔は、変において柳原資定、清原業賢、持明院基規、法性寺親世良は生存しており、変の翌年には飛鳥井雅綱・雅教親子が山口に訪れていることから、陶隆房ら従来の大内氏被官には明確に目標とする公家がおり、それが大内氏家中にて発言権を持っていた小槻伊治と一忍軒であったとする。

義隆の治世・政務に対する反発
- 第一次月山富田城攻め失敗後の義隆が、公家のような文弱な生活を始めたことに対する反発（乱に巻き込まれた公家たちも容赦なく殺害されている）と、それらにかかる浪費と増税という悪政の是正。
- 武功派（陶隆房、内藤興盛など）と文治派（相良武任）の関係が決裂し、なおかつ武任を重用し続けた義隆への不満。
  - 武功派と文治派の実態については、評定衆を務める守護代クラスの重臣と山口の政庁にいた奉行衆や地方の各郡に置かれた郡代などの当主直属の吏僚との対立とも考えられている。義隆の祖父にあたる大内政弘は晩年（応仁の乱終結後）に自らの権限拡大のため、山口では奉行衆などの政庁吏僚が、それ以外の領国では政弘が任じた郡代に地方支配を当たらせる体制を構築し（守護代の家臣が郡代に任じられた例もあるが、その職務は山口の政庁から指示を受けていた）、その体制は義興・義隆へも継承された。しかしこの体制は、それぞれの領国で影響力を強めたい守護代たちと、当主の意を奉じて郡の統治を行う郡代らとの衝突の要因を生んだ。当主の意向を受けた吏僚たちによって租税徴収などをはじめとする大内氏領国の内政が掌握される一方で、出雲遠征の敗戦後に軍事行動が減少すると軍務を担ってきた守護代の立場が失われていった。その結果、大内氏の政務における実権を奪われた陶晴賢ら守護代の不満の矛先が、相良武任をはじめとする吏僚たちとその背後にいる当主・義隆に向けられたと考えられる。

- 天文19年（1550年）に隆房が毛利に宛てた書状によると、当初は義隆を隠居させて嫡子義尊を当主に据える主君押込を考えていたが、義尊を生んだ継室おさいの方を中心とした派閥（おさいの方に推挙されて取り立てられた者など）が存在しているため、前述の問題を解決させるために義隆・義尊父子を討って大友晴英を擁立するに至った。さらに当時は、義尊は義隆の実子では無いという噂もあり（大内義隆記）、事態に拍車をかけた可能性がある。なお、当初計画を変更したのは天文20年（1551年）頃とする場合もあるが、時期ははっきりしない。

義隆と隆房の対立
- もともと東大寺の旧領であった陶の領地の一部を、かつて義隆が東大寺に返還しようとしたことに対する恨み（ただし、最終的に領地返上は実行はされていない）。
- 文明14年（1482年）に、隆房の祖父にあたる陶弘護が吉見正頼の伯父にあたる吉見信頼に暗殺された山口大内事件の背景として、大内政弘が、応仁の乱で出陣中に留守を守って国政を握った弘護の排除を図った疑惑があり（殺害した吉見信頼はその場で討たれたものの、遺族は赦免されている）、以来、主家・大内氏による当主権威の強化の動きに対して陶氏一族が抱き続けてきた不信感が義隆と隆房の代になって表面化してきたというもの。

### 大内義隆の対応
隆房謀反の動きについては、早々より杉重矩や冷泉らにより義隆に注進があり、隆房討伐すら提案されていた。しかし、義隆は隆房への疑いを信じようとせず、無策に過ごしていたとされる。一方で、既に義隆には隆房に対抗する力もなかったと言える。義隆は周防長門を始め7ヶ国の守護であったが、各地の統治を守護代に委ねており、守護代は大きな力を持っていた。その上、政務への関心を失った義隆がますます守護代に軍事を一任したため、彼らと任地における国人の癒着は強まっており、軍事力を増強させている。そのため、周防守護代陶氏の力は大内氏を陵駕しており、対抗力は失われていたとされる。
- 義隆が元就に送った書状に「家中が錯乱した際には、合力することを申し遣わす」とあり、謀反直前の天文20年（1551年）正月に、謀反に備えて毛利の来援を求めたものとされていたが[21]、近年の研究では天文5～6年（1536〜1537年）頃の書状であり大寧寺の変とは無関係とする説（毛利家臣団で反抗的な井上一族の誅殺を考え始めた元就が、義隆に承諾を求めた件での返書）もある。

### 反逆への評価
- 謀反について、隆房自身は「我が運も義隆の御運も、天道のはからい」として正当化した（大内義隆記）[2]。なお、主君への反逆が悪であるという概念が普及する江戸時代と異なり、不適切な主君を家臣が追い落として新たな主君を迎えるというのは、ある種の自浄作用とする意見もある[2]。
- 天文21年（1552年）、幕府に使者を送って謀反の正当性を認めて貰っている。また、天文22年（1553年）の蜷川家文書には、大内晴英の偏諱や、家督を継承した晴英への礼物に感謝して太刀を下賜した記録が残っている（逆に、前述の通り明は、大内義長を簒奪者としている）。
- 厳島の戦いで陶晴賢を倒した元就は、「義隆父子を討って八虐を犯した者は、天誅を逃れられない」として非難し、晴賢の陰謀は「弑逆の悪」（新裁軍記）と表現している。しかし、前述の通り隆房の謀反と同調して行動を起こしていることから、これらは陶と戦った毛利の大義名分を記したものと考えられる。
- 大友氏重臣の戸次鑑連（立花道雪）が後年に事変を振り返り、「思慮を欠いた義隆が、道理を説いている陶隆房より、無道を企てた相良武任を贔屓した」としている（『立花家文書』）[21]。

## 大寧寺の変関与人物の動向
大内義隆側
- 大内氏
  - 大内義隆 - 大寧寺にて自害
  - 大内珠光 - 大寧寺にて自害
  - 大内義尊 - 陶軍に捕らえられ殺害
  - 大内歓寿丸 - 翌年に陶軍に捕らえられ殺害
  - 大内義胤 - 大寧寺の変の後に生まれ、吉見に逃れる

- 大内氏家臣（重臣・近習等）
  - 冷泉隆豊 - 義隆を守って大寧寺で討死
  - 右田隆次 - 大内氏一族、義隆を守って大寧寺討死
  - 陶隆康 - 陶氏一族、義隆を守って法泉寺で討死
  - 陶隆弘 - 陶氏一族、義隆を守って法泉寺で討死
  - 貫隆仲 - 義隆を守って法泉寺で討死
  - 天野隆良 - 安芸国人、天野隆重弟。義隆を守って大寧寺で討死
  - 黒川隆像 - 別名宗像氏男、義隆を守って大寧寺で討死
  - 大田隆通 - 義隆を守って大寧寺で討死
  - 岡部隆景 - 義隆を守って大寧寺で討死
  - 岡屋隆秀 - 義隆を守って大寧寺で討死
  - 祢宜右延 - 義隆を守って大寧寺で討死
  - 藤嶋実直 - 義隆を守って大寧寺で討死
  - 伊佐隆光 - 義隆を守って大寧寺で討死
  - 伊佐景久 - 義隆を守って大寧寺で討死
  - 深野隆弘 - 義隆を守って大寧寺で討死
  - 蔵田教信 - 義隆を守って大寧寺で討死
  - 小幡義実 - 義尊を守って逃亡するが陶軍に捕らえられ殺害
  - 佐波隆連 - 吉見氏への使者となるも帰途討死

- 筑前国
  - 杉興運 - 筑前国守護代、筑前糟屋浜で討死
  - 杉隆景 - 筑前国糟屋浜で討死
  - 相良武任 - 逃亡先の花尾城にて自害

- 安芸国
  - 平賀隆保 - 頭崎城で毛利の襲撃を受けて逃亡後に自害
  - 菅田宣眞 - 槌山城で毛利に攻められて降伏

- 石見国
  - 吉見正頼 - 石見国三本松在城

- 公家
  - 一忍軒（冷泉範遠あるいは冷泉隆豊一族） - 巻き込まれ殺害
  - 小槻伊治 - 正四位、大内義隆室父、巻き込まれ殺害
  - 三条公頼 - 武田晴信正室父、巻き込まれ殺害
  - 二条尹房 - 関白、左大臣、巻き込まれ殺害
  - 二条良豊 - 巻き込まれ自害
  - 清原清四郎 - 清原業賢の弟、巻き込まれ殺害

陶隆房側
- 陶氏
  - 陶隆房 - 反乱軍大将、軍勢を率いて防府から山口に侵攻
  - 陶隆満 - 軍勢を率いて防府から山口に侵攻

- 陶氏家臣
  - 江良房栄 - 軍勢を率いて防府から山口に侵攻
  - 野上房忠 - 筑前国で相良武任、杉興運を攻撃
  - 宮川房長 - 軍勢を率いて防府から山口に侵攻
  - 江良賢宣 - 安芸桜尾在城
  - 深野房隆 - 謀反を諌めて自害
  - 宮川房勝 - 謀反を諌めて自害

- 大内氏家臣
  - 内藤興盛 - 在山口、事変を静観し、義隆からの和睦要請を拒絶
  - 内藤隆世 - 在山口、動向不明
  - 杉重矩 - 山口に侵攻
  - 杉隆泰 - 鞍掛在城
  - 青景隆著
  - 飯田興秀
  - 仁保隆慰
  - 問田隆盛 - 騒乱中の動静は不明だが、変後に隆房に協力
  - 弘中隆兼 - 騒乱中の動静は不明だが、変後に隆房に協力

- 安芸国
  - 毛利元就 - 隆房と同調して安芸の義隆側勢力を駆逐
  - 天野隆綱 - 隆房と同調して安芸の義隆側勢力を駆逐

- 石見国
  - 益田藤兼 - 隆房と同調して吉見氏攻め